# آنجلیکا کنیپینگ
آنجلیکا کنیپینگ (به انگلیسی: Angelika Knipping) (زادهٔ ۷ ژانویهٔ ۱۹۶۱) شناگر اهل آلمان غربی است.